# Produit dyadique
En mathématiques, et plus précisément en algèbre multilinéaire, le produit dyadique
{\displaystyle \mathbb {P} =\mathbf {u} \otimes \mathbf {v} }
de deux vecteurs, {\displaystyle \mathbf {u} } et {\displaystyle \mathbf {v} }, chacun ayant la même dimension, est le produit tensoriel de ces vecteurs, lequel est un tenseur d'ordre deux et de rang un.

## Composantes
Si {\displaystyle \mathbf {u} }  et {\displaystyle \mathbf {v} } sont deux vecteurs d'un espace vectoriel  E de dimension finie n, muni d'une  base donnée {\displaystyle \{\mathbf {e} _{i}\}_{1\leq i\leq n}}, les coordonnées {\displaystyle P_{ij}} du produit dyadique {\displaystyle \mathbb {P} =\mathbf {u} \otimes \mathbf {v} } dans la base correspondante du produit tensoriel {\displaystyle E\otimes E} sont données par
{\displaystyle \displaystyle P_{ij}=u_{i}v_{j}} , où {\displaystyle \ \mathbf {u} =\sum _{i=1}^{n}u_{i}\mathbf {e} _{i}} , et {\displaystyle \ \mathbf {v} =\sum _{j=1}^{n}v_{j}\mathbf {e} _{j}} ,
et alors
{\displaystyle \mathbb {P} =\sum _{i,j}P_{ij}\;\mathbf {e} _{i}\otimes \mathbf {e} _{j}} .

## Représentation matricielle
Le produit dyadique peut être simplement représenté par la  matrice carrée obtenue en  multipliant {\displaystyle \mathbf {u} } en tant que vecteur colonne par {\displaystyle \mathbf {v} } en tant que vecteur ligne. Par exemple,
{\displaystyle \mathbf {u} \otimes \mathbf {v} \rightarrow {\begin{bmatrix}u_{1}\\u_{2}\\u_{3}\end{bmatrix}}{\begin{bmatrix}v_{1}&v_{2}&v_{3}\end{bmatrix}}={\begin{bmatrix}u_{1}v_{1}&u_{1}v_{2}&u_{1}v_{3}\\u_{2}v_{1}&u_{2}v_{2}&u_{2}v_{3}\\u_{3}v_{1}&u_{3}v_{2}&u_{3}v_{3}\end{bmatrix}},}
où la flèche indique que ce n'est qu'une représentation particulière du produit dyadique, se référant à une base particulière. Dans cette représentation, le produit dyadique est un cas particulier du produit de Kronecker.

## Identités
Les identités suivantes sont une conséquence directe de la définition du produit dyadique :
{\displaystyle {\begin{aligned}(\alpha \mathbf {u} )\otimes \mathbf {v} &=\mathbf {u} \otimes (\alpha \mathbf {v} )=\alpha (\mathbf {u} \otimes \mathbf {v} ),\\\mathbf {u} \otimes (\mathbf {v} +\mathbf {w} )&=\mathbf {u} \otimes \mathbf {v} +\mathbf {u} \otimes \mathbf {w} ,\\(\mathbf {u} +\mathbf {v} )\otimes \mathbf {w} &=\mathbf {u} \otimes \mathbf {w} +\mathbf {v} \otimes \mathbf {w} ,\\(\mathbf {u} \otimes \mathbf {v} )\cdot \mathbf {w} &=\mathbf {u} \;(\mathbf {v} \cdot \mathbf {w} ),\\\mathbf {u} \cdot (\mathbf {v} \otimes \mathbf {w} )&=(\mathbf {u} \cdot \mathbf {v} )\;\mathbf {w} ,\\(\mathbf {u} \otimes \mathbf {v} )^{\top }&=\mathbf {v} \otimes \mathbf {u} \end{aligned}}}